# Фуглесанг, Арне Кристер
А́рне Кри́стер Фу́глесанг (швед. Arne Christer Fuglesang; род. 18 марта 1957, Стокгольм, Швеция) — шведский физик и первый астронавт Швеции. Он также первый астронавт из скандинавских стран.
Кристер Фуглесанг родился в Стокгольме. Его мать — шведка, отец — норвежец, получивший незадолго до рождения Кристера шведское подданство.

## Физик
Фуглесанг получил степень магистра в области инженерной физики в Королевском технологическом институте в Стокгольме в 1981 году. В 1987 году Фуглесанг удостоился степени доктора в области экспериментальной физики элементарных частиц в университете Стокгольма. Является почётным доктором университета Умео.
Фуглесанг работал на ускорителе заряженных частиц в Европейском центре ядерных исследований (ЦЕРН) в Женеве. Он занимался исследованием К-мезонов. С ноября 1990 года Фуглесанг работал над новым проектом Большого адронного коллайдера, а также в ЦЕРНЕ. В 1991 году он стал доцентом в области физики элементарных частиц в Стокгольмском университете.

## Астронавт
С 1989 года Европейское космическое агентство проводило отбор во вторую группу кандидатов на космический полёт. В 1992 году в эту группу космонавтов был включён и Кристер Фуглесанг. В октябре 1992 года Фуглесанг проходил четырёхнедельное обучение в Звёздном городке, в России. В дальнейшем он продолжил подготовку в Европейском центре космонавтов в Кёльне (Германия). В мае 1993 года Кристер Фуглесанг был вновь направлен в Россию, где он вместе с Томасом Райтером проходил подготовку к космическому полёту по совместной российско-европейской программе «Евромир-95». После окончания подготовки основным кандидатом на полёт по программе «Евромир-95» был назван Томас Райтер, а Кристер Фуглесанг был его дублёром. Фуглесанг проходил подготовку для полётов на российских кораблях «Союз» до осени 1996 года. Затем он направился в США для подготовки к космическим полётам на американских шаттлах. После обучения в НАСА в апреле 1998 года он получил квалификацию специалиста полёта. С мая по октябрь 1998 года Фуглесанг проходил подготовку по программе командира для управления кораблём «Союз» при отстыковки от космической станции и приземлении. В октябре 1998 года он вернулся в НАСА и работал в отделе астронавтов, где координировал работу с российскими кораблями «Союз» и «Прогресс». Позже он находился в составе экипажа поддержки для 2-й долговременной экспедиции МКС.
Кристер Фуглесанг совершил первый космический полёт с 10 по 22 декабря 2006 года на шаттле «Дискавери» STS-116, выполнявшем экспедицию посещения на Международную космическую станцию. Во время этого полёта он три раза выходил в открытый космос. Продолжительность полёта составила 12 суток 20 часов и 45 минут. Суммарная продолжительность трёх выходов в открытый космос составила 18 часов 14 минут.
В ходе второго своего полёта с 29 августа по 11 сентября 2009 года шведский астронавт также посетил МКС на шаттле «Дискавери» STS-128 в качестве специалиста полёта. Находясь на МКС, он дважды совершил выход в открытый космос (длительностью 6 ч. 39 мин. и 7 ч. 01 мин.). Продолжительность полёта составила 13 суток, 20 часов, 53 минуты, 48 секунд.
Космический рекорд по фрисби
Кристер Фуглесанг во время пребывания на МКС установил мировой рекорд по фрисби в категории Maximum Time Aloft, запустив летающий диск в воздух на 20 секунд. Это событие было позитивно воспринято Всемирной федерацией летающих дисков и включено в официальный список рекордов в категории «галактический рекорд» (поскольку он установлен вне Земли).

## Личная жизнь
Кристер Фуглесанг женат на Элизабет Валльди и имеет двух дочерей, Малин и Денизу, и сына Рутгера. Его хобби — парусный спорт, лыжный спорт, фрисби и чтение. Радиолюбитель с позывными SA0AFS/KE5CGR.

## Награды
- Золотая медаль Его Величества Короля (sGM12mhb) (Швеция, 2007 год)
- Медаль за выдающуюся службу (НАСА, 2010 год)[4]
- Медаль «За космический полёт» (НАСА, 2007 год и 2009 год)

## Сочинения
Автор серии книг «Научные приключения».